# Rosemead
Rosemead – miasto w Stanach Zjednoczonych, w stanie Kalifornia, w hrabstwie Los Angeles. W 2010 zamieszkiwało je 53 764 osób. Miasto leży na wysokości 97 metrów n.p.m. i zajmuje powierzchnię 13,406 km².
Prawa miejskie uzyskało 4 sierpnia 1959.